# لو کنکه
لو کنکه (به فرانسوی: Le Conquet) یک کمون در فرانسه است که در canton of Saint-Renan واقع شده‌است.

## خصوصیات
لو کنکه ۸٫۴۵ کیلومترمربع مساحت و ۲٬۶۰۴ نفر جمعیت دارد.

## خواهرخوانده
شهر Llandeilo خواهرخواندهٔ لو کنکه هست.